# Droga krajowa B44 (Niemcy)
Droga krajowa 44 (niem. Bundesstraße 44, B 44) – niemiecka droga krajowa przebiegająca  na osi północ południe z Frankfurtu nad Menem w Hesji do Ludwigshafen am Rhein w Nadrenii-Palatynacie.

## Miejscowości leżące przy B44

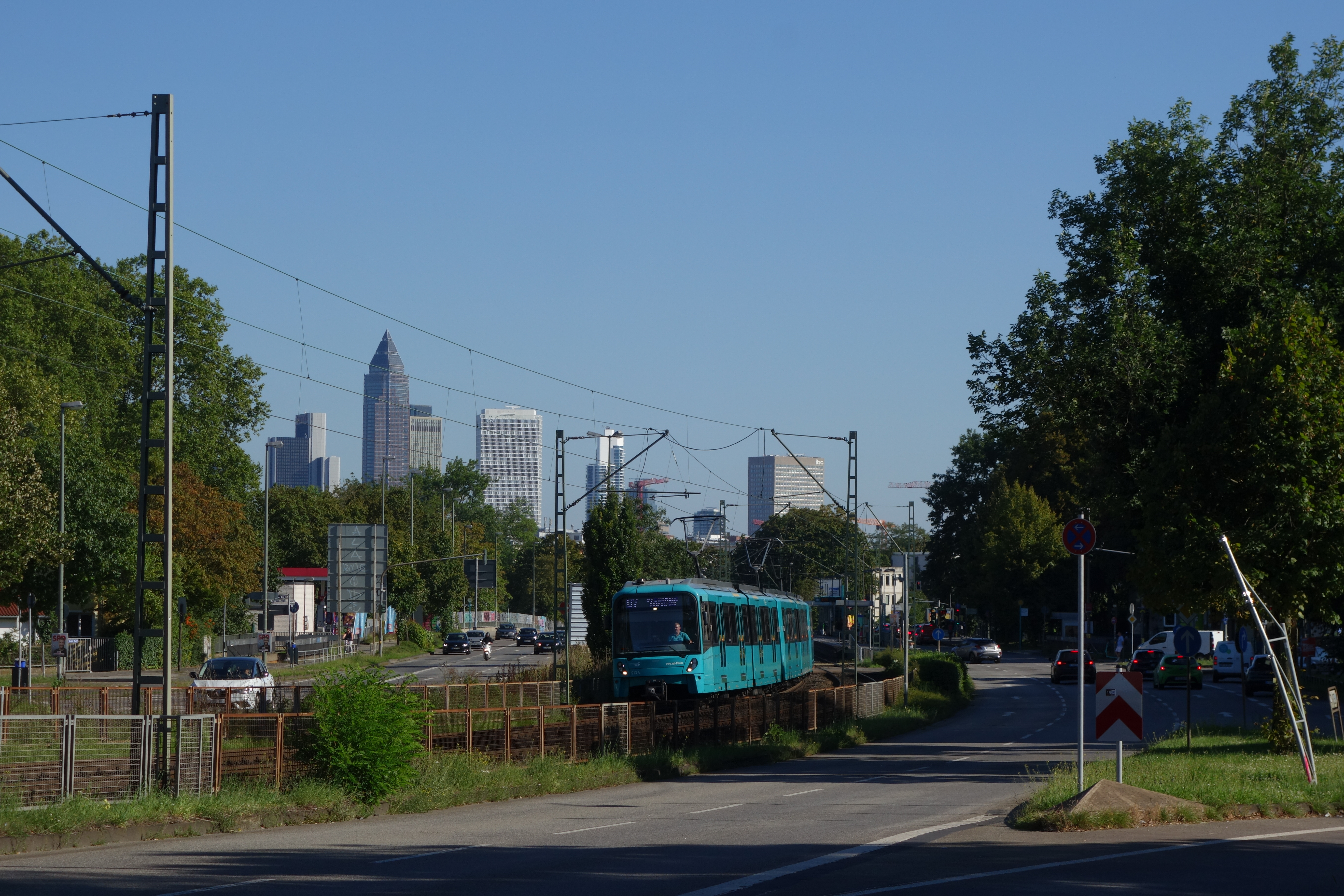
Ludwig-Landmann-Straße jako B 44 na początku w Frankfurt-Rödelheim; w środku przebiega trasa U-Bahn linia 7

Frankfurt nad Menem, Mörfelden-Walldorf, Büttelborn, Groß-Gerau, Dornheim, Wolfskehlen, Stockstadt am Rhein, Biebesheim am Rhein, Gernsheim, Groß-Rohrheim, Biblis, Bobstadt, Bürstadt, Lampertheim, Mannheim, Ludwigshafen am Rhein.